# Slanské Nové Mesto
Slanské Nové Mesto (Hongaars: Szaláncújváros) is een Slowaakse gemeente in de regio Košice, en maakt deel uit van het district Košice-okolie.
Slanské Nové Mesto telt 494 inwoners.